# Aicar

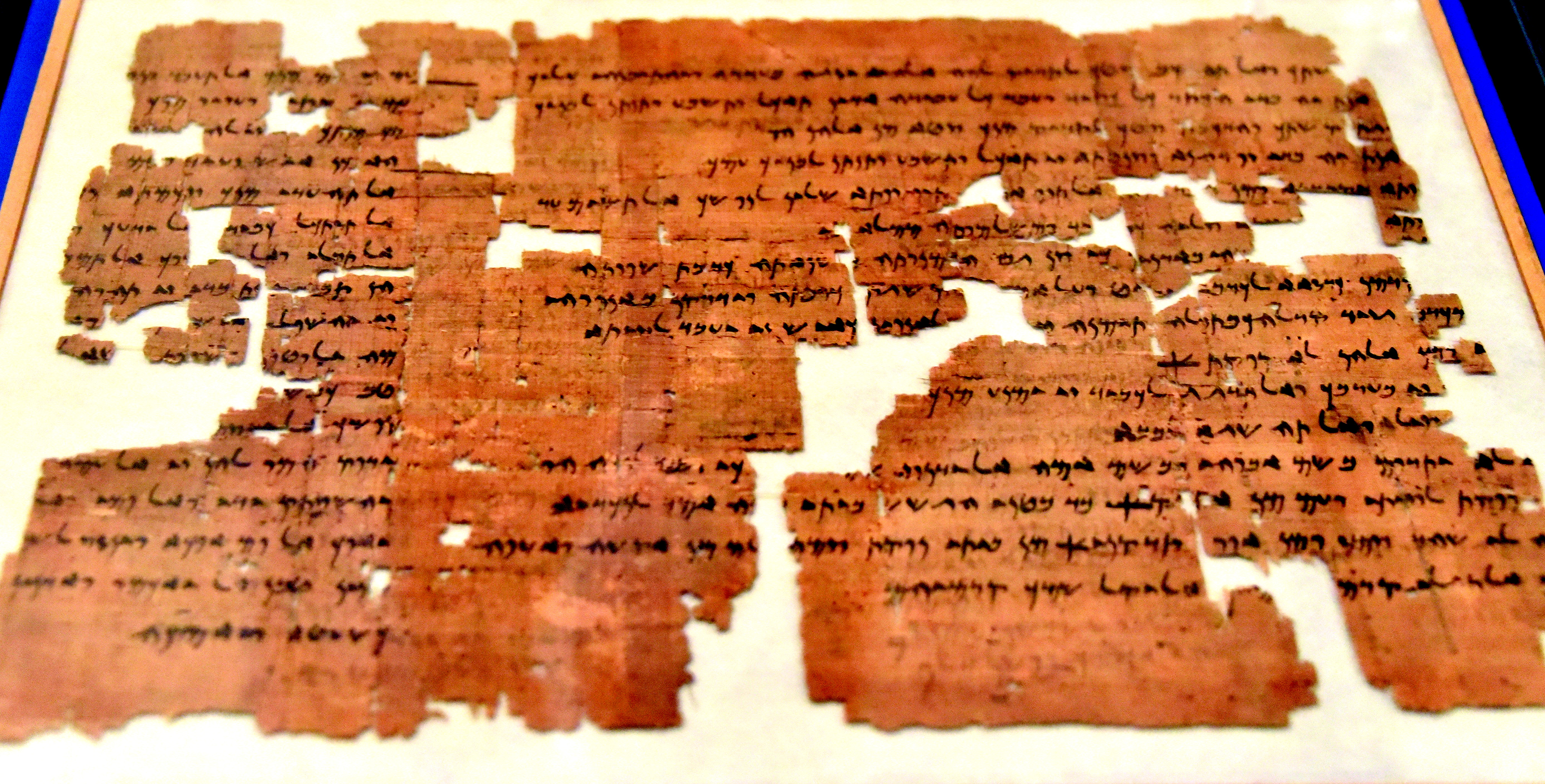
Papiro narrando a história do sábio chanceler Aicar. Escrita aramaica. Século V a.C. De Elefantina, Egito. Neues Museum, Berlim

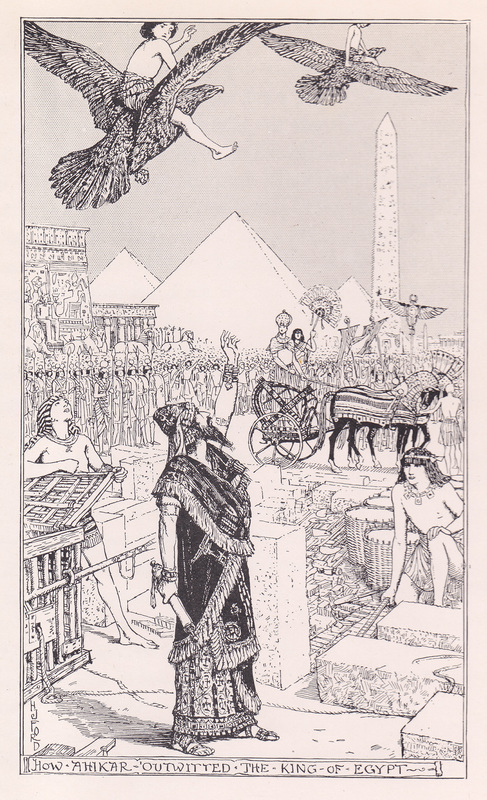
Como Aicar enganou o rei do Egito (Henry Justice Ford)

A História de Aicar, também conhecida como as Palavras de Aicar, é uma história atestada pela primeira vez em aramaico imperial em papiros do século V a.C. de Elefantina, Egito, a qual circulou amplamente no Oriente Médio e Próximo. Foi caracterizado como "um dos primeiros ‘livros internacionais’ da literatura mundial".
O personagem principal, Aicar, pode ter sido um chanceler dos reis assírios Senaqueribe e Assaradão. Apenas uma tábua cuneiforme babilônica tardia de Uruque (Warka) menciona um nome aramaico Aḫu'aqār. Seu nome está escrito em aramaico imperial אחיקר e em siríaco ܐܚܝܩܪ e é transliterado como Aḥiqar, árabe حَيْقَار (Ḥayqār), grego Achiacharos e o eslavônico Akyrios, com variantes sobre esse tema, como o armênio Խիկար (Xikar) e o turco otomano Khikar, um sábio conhecido no antigo Oriente Próximo por sua sabedoria extraordinária. Do grego, surgem também as variantes latinas Aquicar (Αχιχαρ) e Aquiacar.
É conhecido como TAD C1.1 e catalogado como Berlin P. 13446A-H, KL (Museu Egípcio de Berlim) e Pap. No. 3465 = J. 43502 (Museu Egípcio do Cairo).

## Narrativa
Na história, Aicar é um chanceler mítico dos reis assírios Senaqueribe e Assaradão. Não tendo filhos, ele adotou seu sobrinho Nadabe/Nadim e o criou para ser seu sucessor. Nadabe/Nadim ingratamente conspirou para assassinar seu tio idoso e convenceu Assaradão de que Aicar cometeu traição. Assaradão ordena que Aicar seja executado em resposta, e então Aicar é preso e encarcerado para aguardar punição. Entretanto, o chanceler lembra ao carrasco que ele havia sido salvo por Aicar de um destino semelhante sob Senaqueribe, e então o carrasco mata um prisioneiro diferente e finge a Assaradão que é o corpo de Aicar.
O restante dos textos antigos não sobreviveu além deste ponto, mas acredita-se que seja provável que o final original tenha Nadabe/Nadim sendo executado enquanto Aicar é reabilitado. Textos posteriores retratam Aicar saindo do esconderijo para aconselhar o rei egípcio em nome de Assaradão e depois retornando triunfante a Assaradão. Nos textos posteriores, após o retorno de Aicar, ele encontra Nadabe/Nadim e fica muito bravo com ele, e Nadabe/Nadim então morre.

## Origens e desenvolvimento
Em Uruque (Warka), foi encontrado um texto cuneiforme babilônico tardio do segundo século a.C. que menciona o nome aramaico A-ḫu-u'-qa-a-ri de um "sábio" ummānu Aba-enlil-dari (provavelmente para ser lido em babilônico como Mannu-kīma-enlil-ḫātin) sob Assaradão (século VII a.C.). Há também referências a uma ou mais pessoas chamadas Ahī-yaqar em textos cuneiformes da época de Senaqueribe e Assaradão, embora a identificação desta pessoa (ou pessoas) com o sábio Aicar seja incerta. O texto literário do sábio Aicar pode ter sido composto em aramaico na Mesopotâmia, provavelmente por volta do final do século VII ou início do século VI a.C. A primeira comprovação são vários fragmentos de papiro do século V a.C., das ruínas da colônia militar judaica na ilha de Elefantina, no Egito. A narrativa da parte inicial da história é bastante expandida pela presença de um grande número de ditados e provérbios sábios que Aicar é retratado falando com seu sobrinho. A maioria dos estudiosos suspeita que esses ditados e provérbios eram originalmente um documento separado, pois não mencionam Aicar. Alguns dos ditados são semelhantes a partes do bíblico Livro dos Provérbios, outros à deuterocanônica Sabedoria de Sirach, e outros ainda aos provérbios babilônicos e persas. A coleção de ditados é, em essência, uma seleção daqueles comuns no Oriente Médio na época.
No Livro de Tobias (segundo ou terceiro século aC), em grego koiné, Tobite tem um sobrinho chamado Achiacharos (Αχιαχαρος, Tobias 1:21) no serviço real em Nínive. Foi apontado pelo estudioso George Hoffmann em 1880 que Ahikar e o Achiacharus de Tobias são idênticos. No resumo de WC Kaiser, Jr.:
 
'chefe copeiro, guardião do selo e encarregado das administrações das contas sob o rei Senaqueribe da Assíria', e mais tarde sob Assaradão (Tob. 1:21–22 NRSV). Quando Tobite perdeu a visão, Aicar [Αχιαχαρος] cuidou dele por dois anos. Aicar e seu sobrinho Nadabe [Νασβας] estavam presentes no casamento do filho de Tobite, Tobias (2:10; 11:18). Pouco antes de sua morte, Tobite disse a seu filho: 'Veja, meu filho, o que Nadabe fez a Aicar, que o criou. Ele não foi, enquanto ainda vivo, lançado para a terra? Pois Deus o retribuiu pessoalmente por esse tratamento vergonhoso. Aicar saiu para a luz, mas Nadabe foi para a escuridão eterna, porque ele tentou matar Aicar. Porque ele deu esmolas, Aicar escapou da armadilha fatal que Nadab havia preparado para ele, mas Nadabe caiu nela ele mesmo, e foi destruído' (14:10 NRSV).
O Texto Grego do Codex Sinaiticus, que a Nova Versão Padrão Revisada segue, tem "Nadabe". O Texto Grego dos Códices Vaticano e Alexandrino chama essa pessoa de "Aman".
Tem sido argumentado que há vestígios da lenda até mesmo no Novo Testamento, e há uma semelhança impressionante entre ela e a Vida de Esopo de Máximo Planudes (cap. xxiii–xxxii). Um sábio oriental, Acaicaro, é mencionado por Estrabão. Parece, portanto, que a lenda era, sem dúvida, de origem do Oriente Próximo, embora a relação das várias versões dificilmente possa ser recuperada. Elementos da história de Ahikar também foram encontrados em egípcio demótico. A classicista britânica Stephanie West argumentou que a história de Creso em Heródoto como conselheiro de Ciro, o Grande, é outra manifestação da história de Aicar. Uma tradução grega completa da História de Aicar foi feita em algum momento, mas ela não sobreviveu. Foi, no entanto, a base para traduções para o eslavo antigo e o romeno.
Há cinco recensões siríacas clássicas sobreviventes da História e também evidências de uma versão siríaca mais antiga. Este último foi traduzido para o armênio e o árabe. Alguns elementos de Aicar foram transferidos para Luqman nas adaptações árabes. As traduções georgiana e túrquica antiga são baseadas no armênio, enquanto a etíope é derivada do árabe, cuja influência também é aparente nas versões em suret atuais.

## Legado
No folclore moderno, a história de Aicar dá seu nome, no Índice Internacional Aarne-Thompson-Uther, ao tipo de conto ATU 922A, Achikar (ou Achiqar).

## Edições e traduções
- Eduard Sachau, Aramäische Papyrus und Ostraca aus einer jüdischen Militärkolonie (Leipzig: J. C. Hindrichs, 1911), pp. 147–182, pls. 40–50.
- The Story of Aḥiḳar from the Aramaic, Syriac, Arabic, Armenian, Ethiopic, Old Turkish, Greek and Slavonic Versions, ed. by F. C. Conybeare, J. Rendel Harrisl Agnes Smith Lewis, 2nd edition (Cambridge: Cambridge University Press, 1913) archive.org
- A. Cowley, "The Story of Aḥiḳar," in Aramaic Papyri of the Fifth Century (Oxford: Clarendon Press, 1923), pp. 204–248.
- Platt, Rutherford H. Jr., ed. (1926). The forgotten books of Eden. New York, NY: Alpha House. pp. 198–219 (audiobook)
- The Say of Haykar the Sage traduzida por Richard Francis Burton
- James M. Lindenberger, The Aramaic Proverbs of Ahiqar (Baltimore: Johns Hopkins University Press, 1983).
- James M. Lindenberger, Ahiqar. A New Translation and Introduction, in James H. Charlesworth (1985), The Old Testament Pseudoepigrapha, Garden City, NY: Doubleday & Company Inc., Volume 2, ISBN 0-385-09630-5 (Vol. 1), ISBN 0-385-18813-7 (Vol. 2), pp. 494–507.[23]
- Ingo Kottsieper, Die Sprache der Aḥiqarsprüche (= Beihefte zur Zeitschrift für die altestamentliche Wissenschaft, 194) (Berlin: De Gruyter, 1990). ISBN 3-11-012331-2ISBN 3-11-012331-2
- Bezalel Porten, Ada Yardeni, "C1.1 Aḥiqar," in Textbook of Aramaic Documents from Ancient Egypt, vol. 3 (Jerusalem, 1993), pp. 23–57. ISBN 965-350-014-7ISBN 965-350-014-7